# Шмальц, Герман
Герман Шмальц (нем. Hermann Schmalz; 1807 или 1808 — 1879) — педагог и административный юрист в Восточной Пруссии; профессор; доктор философии. Депутат немецкого рейхстага.

## Биография
Родился в Саксонии по разным сведениям, 12 августа 1807 года или 31 июля (12 августа) 1808 года в Понитце близ Альтенбурга; сын профессора Фридриха Готлибовича Шмальца.
После получения среднего образования в Гумбинене слушал лекции в Кёнигсбергском университете. В 1829 году перешёл и Берлинский университет, где, в основном, занимался сельскохозяйственными и камеральными науками.
В 1831 году служил в Магдебурге. В 1834 году получил место инспектора и преподавателя в основанном его отцом Альт-Кустгофском сельскохозяйственном институте, где читал техническую физику, политическую экономию и целый ряд курсов сельскохозяйственных наук, проводил практические занятия в опытном саду и лаборатории. В 1835 году получил от Кёнигсбергского университета степень доктора философии за диссертацию «Propter landabilem eruditionem in disciplinis politicis specimme statistico politico comprabatum» и поступил на русскую службу — профессором земледелия в Дерптском университете.
По поручению Министерства государственных имуществ Российской империи Шмальц написал работу о кадастровке поземельной подати, которое было одрено министерством и с 1839 года был членом-корреспондентом учёного комитета этого министерства; неоднократно направлялся им в командировки в различные районы Российской империи, coставил множество инструкций для чиновников министерства и очерк сельского хозяйства в России для молодых агрономов. Одновременно, преподавал сельское хозяйство, систему кадастра, технологию и камеральные науки в Горном и Лесном и межевом институтах.
В 1840 году он был утверждён Императорским Санкт-Петербургским университетом в звании магистра философии. В 1852 году вышел в отставку с чином надворного советника.
Унаследовал поместье Куссене недалеко от Пилькаллена, которым он управлял примерно с 1850 года. С 1853 года до своей смерти был районным администратором округа Пилькаллен.
С 1852 года до 7 октября 1853 года и с 1855 по 1858 год Герман Шмальц был членом прусской палаты представителей по округу Гумбиннен; принадлежал к парламентской группе Бюхтемана Консервативной партии. В 1867 году от округ Гумбиннен вошёл в Учредительный рейхстаг Северогерманского союза, а в 1878 году стал депутатом рейхстага.
Скончался 6 мая 1879 года в Пилькаллене.